# 佐々木明子
佐々木 明子（ささき あきこ、1969年10月19日 - ）は、テレビ東京のエグゼクティブアナウンサー。

## 来歴・人物
東京都出身。森村学園高等部、学習院大学文学部英米文学科卒業。大学時代は主将を務めていたラクロスサークルを部に昇格させた。元ラクロス日本代表で、日本テレビ記者の小西美穂とは代表仲間。また日本テレビイベントコンパニオンも務めた。
愛称は「あっこ」。モットーは「石の上にも3年」「笑う門には福来たる」。
1992年テレビ東京初の新卒採用女性アナウンサーとして入社。同期入社には斉藤一也（2020年1月に別部署に異動）がいる。
入社当初からテレビ東京スポーツニュース番組のメインキャスターなどを務め、テレ東スポーツの顔として知られていたが、2000年代に入ってからは、報道関係へシフトした。
2006年7月から2009年12月までの間、同局初の海外赴任アナとしてニューヨーク支局に勤務。ニューヨーク赴任中の2008年9月15日にリーマン・ブラザーズが破綻し、現地でリーマン・ショックを経験する。2009年2月14日、外資系金融会社の日本人会社員と結婚した。
2024年4月1日付でフェロー（アナウンス・テレ東BIZ担当）に就任。
利き酒・野菜ソムリエの資格を有する。

## 現在の担当番組
- 『日経スペシャル ブレイクスルー 〜不屈なる開拓者〜』（2024年4月 - ） 進行

## 過去の出演番組
- 『スポーツTODAY』司会
- 『三菱ダイヤモンド・サッカー』司会（1993年4月 - 1995年9月）
- 『ナンバー12・熱血サッカー宣言』MC（1998年4月 - 1999年3月）
- 『WOMEN BIZ』[5]司会（企画・構成も担当）
- 『大調査!! なるほど日本人』アシスタント（1999年10月 - 2002年9月）
- 『ようこそ!ペットの国』アシスタント
- 『丸山茂樹ゴルフの旋風』アシスタント
- 『TV あっぷる』アシスタント（2000年4月 - ）
- 『クチュリエで道楽』（日本テレビ／新人時代にアナウンサー特集でVTR出演）
- 『TXNニュースアイ』メインキャスター（2001年4月 - 2005年3月）
- 『速ホゥ!』[6]メインキャスター（2005年4月 - 2006年6月）
- 『ニュースモーニングサテライト』
  - ニューヨークキャスター（2006年7月31日 - 2009年12月30日）
  - サブキャスター（2013年9月30日 - 2014年2月14日）
  - メインキャスター（2014年2月 - 2021年3月）
- 『アリなし〜アリケン★ゴールデンスタジアム〜』進行役（2010年10月23日 - 2011年9月24日）
- 『NEWS FINE』経済キャスター（2010年1月4日 - 2011年9月30日）
- 『Mプラス Express』（2011年10月3日 - 2013年3月29日）
- 『あの年この歌〜時代が刻んだ名曲たち〜』進行役（2014年4月 - 2018年3月、BSジャパン（現・BSテレ東））
- 『ワールドビジネスサテライト』メインキャスター（2021年3月31日 - 2024年3月29日、水・木・金曜日[7]）
  - キャスター就任以前にも不定期に現地ロケリポートのほか、ニューヨークのマーケット情報を伝えた

## 脚註・出典
1. ↑  “組織図”. テレビ東京. (2022年4月1日) 2022年6月4日閲覧。
2. ↑  アナウンサーパーク 佐々木明子
3. ↑  “ご報告”.   テレビ東京. 2009年2月25日閲覧。
4. ↑  『人事異動について』（PDF）（プレスリリース）テレビ東京広報局、2024年3月13日。2024年3月16日閲覧。
5. ↑  WOMEN BIZ
6. ↑  速ホウ! あッコラム
7. ↑  月・火曜は大江麻理子が担当